# Fet stilettorm
Fet stilettorm (Atractaspis corpulenta), är en ormart inom familjen stilettormar och tillhör släktet jordhuggormar.

## Kännetecken
Ormen är giftig. Jordhuggormar har en speciell utfällbar huggtand och ska därför inte hållas bakom huvudet, vilket ingen orm bör göras på grund av att de då kan bli skadade. Ormen når en längd på runt 48 centimeter, som högst 60 centimeter. Färgen är skiffergrå eller skifferblå på översidan och ljusare på undersida och svansen är oftast vit. Huvudet är litet med små ögon och runda pupiller.

## Utbredning
Ormen lever i tropiska regnskogar i Kamerun, Gabon, centrala och östra Kongo-Kinshasa, Kongo, Elfenbenskusten, Ghana och Centralafrikanska republiken.

## Levnadssätt
Denna orm är en grävande orm och dess föda består förmodligen av andra marklevande reptiler, gnagare och groddjur som finns runt om i dess utbredningsområde. Fortplantningen är förmodligen ovipar som hos de andra jordhuggormarna i släktet.